# Aphis ucrainensis
Aphis ucrainensis är en insektsart. Aphis ucrainensis ingår i släktet Aphis och familjen långrörsbladlöss. Inga underarter finns listade i Catalogue of Life.